# Ревенко Сергій Іванович
Сергій Іванович Ревенко (7 листопада 1910, Київ, Російська імперія — 2 березня 1981, Київ, Українська РСР) — радянський і український кінооператор.

## Життєпис
Закінчив операторське відділення Київського кіноінституту (1932).
З 1928 р. працював на Київській кіностудії художніх фільмів. Брав участь у створенні кінокартин: «Вершники» (1939), «Щорс» (1939), «Богдан Хмельницький» (1941), «Партизани в степах України» (1942), «Нескорені» (1945) та ін.
В 1950 р. зняв кольоровий документальний фільм «Київ», кінонариси «Господарі своєї землі» і «Світло зі Сходу» (1951), «Соняшники» (1958), здійснив частину комбінованих зйомок до фільму «Максимко» (1952).
Був членом Спілки кінематографістів України.

## Фільмографія
- «Центр нападу» (1946, у співавт.)
- «Тарапунька і Штепсель під хмарами» (1953, к/м; у співавт. з О. Пищиковим)
- «Мартин Боруля» (1953, фільм-спектакль; у співавт. з О. Герасимовим)
- «Назар Стодоля» (1954, фільм-спектакль)
- «Діти сонця» (1956, фільм-спектакль)
- «Мораль пані Дульської» (1956, фільм-спектакль)
- «Є такий хлопець» (1956)
- «Перший парубок» (1958)
- «Якщо любиш...» (1959, у співавт. з В. Тишковець)
- «Фортеця на колесах» (1960)
- «Макар Діброва» (1960, фільм-спектакль)
- «Квітка на камені» (1962, у співавт. з Л. Штифановим)
- «Свіччинє весілля» (1962, фільм-спектакль)
- «Бджоли і люди» (1963)
- «Фараони» (1964, фільм-спектакль)
- «Пісні для вас» (Співають ВІА «Мрія», Л. Прохорова, А. Мокренко) (1969, фільм-концерт студії «Укртелефільм»; реж. Аделіна Савченко)
- «Лиха доля» (1969, т/ф)
- «Лісова пісня» (1971, у співавт. з В. Верещаком) та ін.